# Th4
Th4 – polskie oznaczenie parowozu towarowego pruskiej serii G 43 (późniejsze oznaczenie DRG BR 533). 

## Historia
Parowozy pruskiej serii G 43 były produkowane przez fabrykę Union w Królewcu w latach 1903 - 1907. Ogółem zbudowano 63 egzemplarze. Ze względu na przestarzałą konstrukcję oraz niskie osiągi wycofano je z użytku w Niemczech do 1930 r.
W służbie PKP II Rzeczypospolitej znalazło się 10 parowozów Th4 oraz 1 należący do kolei Wolnego Miasta Gdańsk. Pod koniec lat 30. XX w. cztery egzemplarze pracujące w dyrekcji toruńskiej PKP otrzymały numery inwentarzowe Wolnego Miasta Gdańska (nr. inwentarzowe od Th4-2Dz do Th4-5Dz). W dniu wybuchu II wojny światowej na stanie PKP znajdowało się już tylko 5 egzemplarzy administracyjnie podległych kolejom WM Gdańska. Później nr 1Dz uznano za zaginiony, a nr 4Dz skreślony został ze stanu w czerwcu 1940. Pozostałe 3 maszyny wcielono do Deutsche Reichsbahn, gdzie uzyskały oznaczenia serii 5377 i numery inwentarzowe od 53 7751 do 53 7753. Po zakończeniu wojny parowozy te znalazły się w zachodniej strefie okupacyjnej Niemiec, gdzie na początku 1952 r. zostały złomowane.